# 普洛内韦波尔宰
普洛内韦波尔宰（法語：Plonévez-Porzay，法語發音：[plɔneve pɔʁzɛ]）是法国菲尼斯泰尔省的一个市镇，位于该省西南部，属于沙托兰区。

## 地理
普洛内韦波尔宰（48°7'32"N, 4°13'19"W）面积29.23 平方千米，位于法国布列塔尼大區菲尼斯泰尔省，该省份为法国最西部的省份，位于布列塔尼半岛西部，北西南三面环大西洋，东临阿摩尔滨海省和莫尔比昂省。
与普洛内韦波尔宰接壤的市镇（或旧市镇、城区）包括：洛克罗南、卡斯特、凯尔拉兹、普洛埃旺、凯梅内旺。

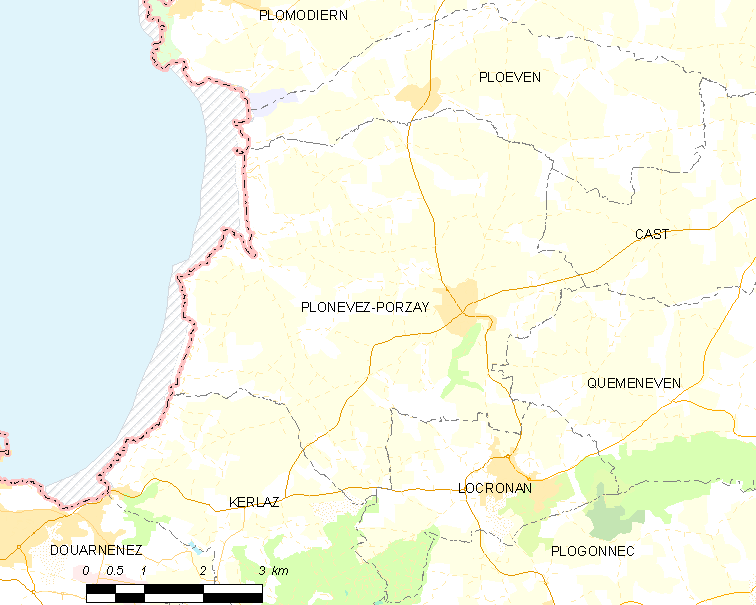
普洛内韦波尔宰的OSM定位图

普洛内韦波尔宰的时区为UTC+01:00、UTC+02:00（夏令时）。

## 行政
普洛内韦波尔宰的邮政编码为29550，INSEE市镇编码为29176。

## 政治
普洛内韦波尔宰所属的省级选区为克罗宗县。

## 人口

1962-2008年间普洛内韦波尔宰人口变化图示

普洛内韦波尔宰于2022年1月1日时的人口数量为1783人。